# Кричим
Вижте пояснителната страница за други значения на Кричим.
Кричим е град в Южна България. Той се намира в област Пловдив. Градът е център и единствено населено място в община Кричим. По данни на ГРАО към 15 септември 2023 г. в града живеят 8124 души по настоящ адрес и 9098 души по постоянен адрес.

## География
Община Кричим се намира в югозападната част на област Пловдив в така наречената Северна родопска яка. Заема част от Пазарджишко-Пловдивското поле и е разположена в подножието на северните склонове на Родопите. Граничи с общините: Стамболийски, Перущица, Родопи, Девин и Брацигово. Заема обща площ около 50 хил. декара. На територията на общината освен град Кричим няма други населени места.
Град Кричим е разположен на около 20 км югозападно от областния център град Пловдив. Градът е разположен върху площ от 54,9 хектара. Община Кричим по брой на населението, което живее на територията ѝ, е сред най-малките в област Пловдив. По данни на Областното статистическо бюро към 31.12.2003 г. в общината са живели 8698 души. При територия на общината от 54 895 дка площ средната гъстота на населението е 158,44 души/кв. км. Населението на град Кричим при преброяването на 01.02.2011 е 8409 жители, което дава плътност от 153,18 души/кв. км.
Общината е разположена в прехода, където Пазарджишко-Пловдивското поле допира до северните склонове на Родопите. Това изцяло предопределя нейния релеф – хълмист с преход към склоновете на планината. Тя има благоприятно географско положение с отдавна формирани икономически и административни връзки със съседните общини Родопи, Стамболийски и Перущица и с областния център гр. Пловдив.
Исторически формирана, община Кричим заема важно място във връзката Централни Родопи – вътрешност на страната. През нейна територия протича река Въча, която е оформила естествен пролом за изграждане на пътната артерия за родопския град Девин. Тази артерия свързва 3 области – Смолянска, Пловдивска и Пазарджишка.

## История
Кричим е древно селище от ранновизантийско време. В началото на дефилето на река Въча, на високи и непристъпни скали от двете страни се намират останките от двете средновековни крепости, играли ключова роля в охраната на този важен планински проход.
Областта е част от Първото българско царство до падането му под византийска власт. Освободена е при похода на цар Иван Асен I в 1190 г. През 1198 година Кричимската крепост е в ръцете на Иванко. Същата година крепостта е превзета от византийския севастократор Георги Палеолог, който пада мъртъв, след като преодолява крепостната стена със стълба.
Особено интересна е Асенова крепост, от която са останали запазени крепостна стена, водохранилище, жилищни сгради. Голямата забележителност там е Камъкът на цар Асен, на който е изсечен изключително ценният за историята Кричимски надпис, отлично запазен. Той гласи: „На този камък седя цар Асен, когато превзе Кричим“. Смята се, че както е имало обичай да се ознаменуват победоносните походи срещу византийците с надписи върху камък за вечни времена, става въпрос за похода на цар Иван Асен I в 1190 г. или на цар Иван Асен II около 1230 г., когато царският български суверенитет над крепостта е възстановен след междуособиците и териториалните загуби, настъпили с убийството на цар Калоян.
След победата от 1235 г. царят дарява щедро монашеските обители на Света гора, за което свидетелства патриарх Евтимий в „Житие на Петка Търновска“. От златопечатните грамоти, издадени от името на Иван Асен II за тези манастири, е запазена само тази за Ватопед („Ватопедска грамота“). Съхранена е и грамотата, даваща право на дубровнишките търговци за свободна търговия в земите на българското царство („Дубровнишка грамота“). Особен интерес в нея представлява изброяването на подвластните на царя области: Видинска, Браничевска, Белградска, Търновска, Загорска, Преславска, Карвунска, Крънска, Одринска, Скопска, Прилепска, Деволска и Арбанашка.
Кричим е сред няколкото селища в Пловдивския край, които още в ранното Възраждане (1396 – 1762) са имали килийни училища. Манастирите „Св. Богородица“ и „Св. Врач“ са поддържали църковно-славянското и българското книжовно предание и са служили за училища. Те са съхранявали най-скъпото нещо за народа – писмеността. Според свидетелства на американски мисионери, посетили селото през 1861 година, то има 1000 жители турци.

## Население
Численост на населението според преброяванията през годините:
| \| Година на преброяване \| Численост \| \| --------------------- \| --------- \| \| 1934 \| 4515 \| \| 1946 \| 6026 \| \| 1956 \| 6992 \| \| 1965 \| 9600 \| \| 1975 \| 8687 \| \| 1985 \| 9441 \| \| 1992 \| 8761 \| \| 2001 \| 8535 \| \| 2011 \| 8409 \| \| 2021 \| 8109 \| |           |
| Година на преброяване | Численост |
| 1934 | 4515      |
| 1946 | 6026      |
| 1956 | 6992      |
| 1965 | 9600      |
| 1975 | 8687      |
| 1985 | 9441      |
| 1992 | 8761      |
| 2001 | 8535      |
| 2011 | 8409      |
| 2021 | 8109      |

Етническият състав включва 4652 българи, 1646 турци и 564 цигани.

## Религии
Градът се характеризира с голямото си етнокултурно и религиозно разнообразие. Населението изповядва християнската или мюсюлманската вяра, а църквата Св. св. Козма и Дамян и джамията съжителстват мирно от двете страни на реката. Има и конгрешанска църковна община, част от Съюза на евангелските съборни църкви.
На 6 км от града се намира Кричимският манастир „Рождество Богородично“, паметник на културата.

## Икономика
Икономиката в община Кричим е слабо развита. Промишлеността в общината е представена от значителен брой микро, малки и средни фирми. В близост до града са разположени язовир „Кричим“ и ВЕЦ „Кричим“.
Община Кричим има по-високо равнище на безработица в сравнение със средното равнище за страната към 21.12.2001 г., отчита се ръст 15,96 пункта. Общината няма изградена система за професионално обучение. В основни линии разчита на областния център Пловдив и другите съседни общини, където има създадени професионални училища.

### Жп траспорт
През Кричим минава жп линия, обслужваща пътнически композиции за Пещера и Пловдив, и има изградена гара – гара Въча или още гара Кричим, която се поддържа от Националната железопътна компания.

## Обществени институции
- Община Кричим
- Поща

## Забележителности
От покрайнините на града започва територията на резервата „Изгорялото гюне“. В близост се намират останки от стената на древната крепост Кричим. Местността е известна под името „Калето“.
В околността ѝ е разположен Камъкът на цар Асен, на който е изсечен надписът: На този камък седя цар Иван Асен, когато превзе Кричим.
Забележителност в Кричим е мостът над р. Въча с изцяло западна метална конструкция, който е преместен от Сърбия по време на Първата световна война.
За величието на Кричим, за будно население и силни хора със запазена вяра и традиция, говорят и двата манастира – „Св. Богородица“ и „Св. Врач“, основани през Средновековието в долината на р. Въча в подножието на родопския връх Клисура. Кричимските манастири са стари духовни, културно-народностни и просветителски средища. В тях са създавани и съхранявани културни ценности, опазвани са вяра, духовност и народност. Разрушавани в размирни времена и въздигани отново, светите кричимски обители са били не само божи храмове, но и училища на народа за богоугоден и християнски живот, за опазване на българския дух. На по малко от 5 км се намира Кричимският манастир „Успение Богородично“, на брега на река Въча. По времето на Априлското въстание манастирът е разрушен, но в края на 19. век е реставриран.

## Редовни събития
- 24 – 27 август 2006 г. – празник на община Кричим
- От 2006 г. в Кричим се организира пленер, който събира ентусиасти, отдадени на изкуството. Спонсори и любители помагат пленерът да се проведе.

## Личности
- Георги Ангелов – български революционер от ВМОРО, четник на Иван Наумов Алябака[7]
- проф. Стоян Домусчиев
- доц. Хайрие Мемова Сулейманова (Йенисой)
- Мариета Димитрова – съпруга на естрадния певец Емил Димитров
- Величка Маркова – съпруга на футболиста Георги Аспарухов (Гунди)
- Ерджан Бирол – музикант
- полк. Валентин Чакмаков – военен летец
- проф. Стефани Станчева – професор по икономика в Харвард
- Деян Пенелов- известен badboy

## Кухня
Дроб сарма по кричимски
Продукти: агнешко було 1 бр., агнешки черен дроб 250 г, агнешки бъбречета 250 г, агнешки момици 250 г, агнешки далачета 250 г, джоджен 1/2 връзка, пресен кромид лук 1 връзка, сол и черен пипер на вкус.
Агнешките дреболии, нарязани на кубчета, и ситно нарязаният кромид лук се посоляват и се поръсват със счукан черен пипер, след което се разбъркват добре, увиват се в булото и се пекат на скара до зачервяване.

## Други
На Кричим е наречена улица в квартал „Лозенец“ в София (Карта).